# Xin Sarith Wuku
Xin Sarith Azuma Phan Wuku (Khmer ស៊ីន សារិទ្ធ អាហ្សូម៉ា ផាន់ វូគុ; * 28. Mai 1981 in Phnom Penh) ist ein kambodschanisch-US-amerikanischer Schauspieler, Stuntman und Stunt Coordinator.

## Leben
Wuku wurde am 28. Mai 1981 in Phnom Penh geboren. Er ist kambodschanischer, chinesischer und vietnamesischer Abstammung. Aufgrund einer Rebellion musste er mit seiner Familie das Land verlassen und nach Thailand flüchten. Später emigrierte die Familie unter falschen Namen in die Vereinigten Staaten. Erste schauspielerische Erfahrungen sammelte er in einer Reihe von Kurzfilmproduktionen.
2012 machte er Stunts für das Computerspiel Sleeping Dogs. Ab 2011 erhielt er größere Filmrollen in Filmproduktionen des Filmstudios The Asylum, unter anderen in Die drei Musketiere – Alle für einen und Waffen für alle! eine der Hauptrollen als Oliver Athos, 2013 in Attila – Master of an Empire als Burnett sowie 2014 in Asian School Girls – Rache war nie süßer! als Ray. 2014 verkörperte er die größere Rolle des Enlai in der Filmproduktion Fist of the Dragon. 2019 stellte er in der Fernsehserie Warrior die Rolle des Long Zii Hatchet Man dar. Ab 2020 bis einschließlich 2023 war er in fünf Episoden in der Rolle des Xin in derselben Serie zu sehen. Außerdem fungierte er von 2019 bis 2023 als Stuntman.

## Filmografie (Auswahl)

### Schauspiel
- 2005: Urban Ninja (Kurzfilm)
- 2006: Honor
- 2007: Replay (Kurzfilm)
- 2007: Man Vs. (Fernsehserie, 2 Episoden)
- 2008: Break
- 2009: Immigrants (Fernsehserie, Episode 1x36)
- 2009: On the Edge (Kurzfilm)
- 2010: No Clean Break (Fernsehserie)
- 2011: Supah Ninjas (Fernsehserie, Episode 1x05)
- 2011: Average Man vs. Urban Ninja (Kurzfilm)
- 2011: Die drei Musketiere – Alle für einen und Waffen für alle! (3 Musketeers)
- 2011: Kung Fu Pimp Slap! (Kurzfilm)
- 2011: Flash Drive (Kurzfilm)
- 2011: The Boss 2: More Boss Than Ever (Kurzfilm)
- 2012: Filmmaker Intervention (Kurzfilm)
- 2012: Ninja with Sam Macaroni: Part 1 (Kurzfilm)
- 2012: Ninja – Part 2 with Epic Lloyd (Kurzfilm)
- 2012: The Legend of Stick (Kurzfilm)
- 2012: Crows Zero: Bloody Rumble (Kurzfilm)
- 2012–2013: Epic Rap Battles of History (Webserie, 2 Episoden, verschiedene Rollen)
- 2013: The Boss: Head Count (Kurzfilm)
- 2013: Saban’s Power Rangers Morph Through 20 Years (Kurzfilm)
- 2013: Weapon Wars (Fernsehserie, Episode 1x03)
- 2013: Epic Street Ninja (Kurzfilm)
- 2013: Freedom Fighters (Kurzfilm)
- 2013: 935: A Nazi Zombies Series (Miniserie, 2 Episoden)
- 2013: Attila – Master of an Empire (Attila)
- 2013: American Bullies (Kurzfilm)
- 2014: Security Nuts (Kurzfilm)
- 2014: Asian School Girls – Rache war nie süßer! (Asian School Girls)
- 2014: The Warp Zone (Fernsehserie, Episode 5x09)
- 2014: Divided (Kurzfilm)
- 2014: The ABCs of Death 2
- 2014: Fist of the Dragon
- 2014: Subject 5 (Fernsehserie, Episode 1x01)
- 2014: Shadow of Mordor (Kurzfilm)
- 2014: Die Fighting
- 2015: Two Bellmen (Kurzfilm)
- 2015: Queens & Kings Shopping Cart Race
- 2016: The Gate (Kurzfilm)
- 2016: The Stop Hit
- 2016: Hong Kong Shogun (Kurzfilm)
- 2019–2023: Warrior (Fernsehserie, 6 Episoden, verschiedene Rollen)

### Stunts
- 2007: Replay (Kurzfilm)
- 2008: Break
- 2009: Immigrants (Fernsehserie, Episode 1x36)
- 2009: On the Edge (Kurzfilm)
- 2011: 3 Minutes (Kurzfilm)
- 2011: Supah Ninjas (Fernsehserie, Episode 1x05)
- 2011: 3 Steps to Self Esteem (Kurzfilm)
- 2011: Cross
- 2011: Deadliest Warrior (Fernsehserie, Episode 3x09)
- 2011: Kung Fu Pimp Slap! (Kurzfilm)
- 2011: Flash Drive (Kurzfilm)
- 2011: The Boss 2: More Boss Than Ever (Kurzfilm)
- 2012: Sleeping Dogsv
- 2012: Sync
- 2012: Ninja with Sam Macaroni: Part 1 (Kurzfilm)
- 2012: Ninja – Part 2 with Epic Lloyd (Kurzfilm)
- 2012: Already Gone (Kurzfilm)
- 2012–2013: Epic Rap Battles of History (Webserie, 2 Episoden, verschiedene Rollen)
- 2013: Game Over (Miniserie, Episode 1x05)
- 2013: Prey: The Light in the Dark (Kurzfilm)
- 2014: Asian School Girls – Rache war nie süßer! (Asian School Girls)
- 2015: Helio (Kurzfilm)
- 2015: Two Bellmen (Kurzfilm)
- 2015: Queens & Kings Shopping Cart Race
- 2015: Bob Thunder: Internet Assassin
- 2018: I Am the White Tiger (Dokumentation)
- 2018: Marvel’s Iron Fist (Fernsehserie, Episode 2x01)
- 2019–2023: Warrior (Fernsehserie, 24 Episoden)